# Satoshi Yoneyama
Satoshi Yoneyama (jap. 米山 智 Yoneyama Satoshi; ur. 27 czerwca 1974) – japoński piłkarz występujący na pozycji pomocnika.

## Kariera klubowa
Od 1993 do 1997 roku występował w klubie Yokohama Flügels.